# 가디언 (드라마)
《가디언》(The Guardian)은 미국의 CBS에서 2001년 9월부터 2004년 5월까지 방송된 법정 드라마이다. 2004년 시즌 3를 마지막으로 종영되었다.

## 시놉시스
실력 있는 기업 변호사 닉(니콜라스) 폴린은 마약혐의로 기소당한다. 1,500시간의 사회봉사명령을 받은 닉 폴린은 피츠버그시의 법률 복지 업무를 담당하는 피츠버그 법률 사무소에서 일하게 된다. 사회의 최상류층을 상대하는 기업 변호사 생활과 사회의 극빈층을 상대하는 국선 변호사 생활을 동시에 하면서, 닉은 자신이 몰랐던 세상을 점점 알아간다.

## 캐릭터 및 캐스트
- 사이먼 베이커 - 니콜라스 폴린(Nicholas 'Nick' Fallin), 어릴적 부모가 이혼하고 어머니 손에서 유년기를 보냈다. 소년 시절 어머니를 암으로 여읜 후 주로 기숙학교에서 성장했다. 아픈 어머니를 버렸고, 자신을 기숙학교에 방치해 기른 아버지 버튼 폴린을 성인인 지금까지도 용서하지 못하면서도 아버지의 인정을 갈구하고 있다. 애정 결핍으로 학창 시절부터 마약에 손을 댔으며, 사회봉사명령을 받은 이후로는 크게 반성해 극기하게 되었다. 수줍고 내성적이며, 때로는 오만하게 보일 정도로 감정 표현에 서투르다. 피츠버그에서 손꼽히는 변호사인 아버지조차도 인정할 만큼 실력 있는 기업 변호사이며 엄청난 워커홀릭이다. 처음에는 사회봉사시간을 대충 때우고만 싶어했지만 의외로 정에 약해 온갖 법률구조일을 불도저처럼 밀고 나간다.
- 데브니 콜먼 - 버튼 폴린(Burton Fallin), 로펌 '폴린 앤 폴린'의 대표. 철강노동자 아버지 아래서 어렵게 자랐으며 스스로도 철강노동자였다. 회사의 극심한 노동착취에 저항해 노조를 설립하려 하다 아버지는 평생을 바친 직장을 잃었고 자신도 해고되었다. 이후 독학으로 변호사 시험에 합격하여 자수성가하였다. 기업 고객을 만족시켜야 하는 로펌의 사정과 개인의 진보적인 성향 사이에서 절묘한 균형을 잡으며 로펌을 성공적으로 이끌어왔다. 두루두루 원만하고 비즈니스적으로도 영악한 성격이지만 본성은 감정 표현에 서툴러, 가족과는 건강한 관계를 맺지 못했다. 아들 니콜라스를 대단히 아끼며 변호사로서도 인정해 로펌을 물려주고 싶어하지만 그 애정을 표현하지 못한다.
- 알랜 로젠버그 - 알빈 마스터슨(Alvin Masterson), 피츠버그 법률 사무소 소장. 노동법을 전공하였으나 젊은 시절 잠시 기업 변호사로서 로펌에 몸을 담았었다. 적성에 맞지 않아 로펌을 나왔으나 개인 사무소를 차리는 대신 법률 구조 일에 투신하여 25년 이상 사무소를 운영하고 있다. 시의 보조금을 빌어 기구를 운영해야 하는 처지이나 까칠한 실무가 타입으로 사람들의 비위를 맞추는 일을 어려워 한다. 처음에는 닉을 오만방자한 부잣집 도련님으로 보고 못마땅히 여겼으나 차차 닉을 인간적으로 좋아하게 된다.
- 찰스 말릭 휫필드(Charles Malik Whitfield) - 제임스 무니(James Mooney), 피츠버그 법률 사무소 상근 변호사. 슬럼가 출신으로 야간대학에 다니며 변호사 시험에 합격했으나, 흑인이라는 이유로 일반 로펌에서는 취업을 거절당했다. 박봉과 격무, 그리고 인종차별에 시달리며 냉소적인 사람이 되었지만 대단히 뛰어난 변호사. 마약과 갱단의 영향력에서 아직도 자유롭지 못한 가족과 친지 때문에 번번이 곤란을 겪는다.
- 캐슬린 챌펀드(Kathleen Chalfant) - 로리 솔트(Laurie Solt), 피츠버그 아동 복지국 소속 사회복지사. 알빈 마스터슨과 함께 피츠버그 사회복지계에서 잔뼈가 굵은 베테랑이다. 닉의 좋은 조언자가 되어준다.
- 라파엘 사바지(Raphael Sbarge) - 제이크 스트라카(Jake Straka), '폴린 앤 폴린' 로펌 소속 변호사. 로펌 대표의 아들이자 객관적으로 자신보다 뛰어난 변호사인 그리고 여자에게 인기도 많은 닉에게 약한 열등감을 가지고 있지만, 좋은 친구다. 장래 로펌의 파트너로 승격하고자 하는 야심이 있다.
- 웬디 모니츠(Wendy Moniz) - 루이자 아처(Louisa "Lulu" Archer), 눈에 띄는 실력의 초선 변호사. 이상주의에 불타며 사회 부조리에 진심으로 분노하는 열정적인 성격으로, '폴린 앤 폴린'의 일자리 제안을 거절하고 피츠버그 법률 사무소의 부소장으로 취임했다. 냉랭하고 효율성을 중시하는 닉과 사사건건 부딪히며 사무소의 일들을 해결해 나간다. 이후 닉과 뜨거운 사이가 되나, 관계는 순탄하지만은 않게 흘러간다.

## 시리즈 개요
| 시즌   | 에피소드수 | 미국방송일                      |
| ------ | ---------- | ------------------------------- |
| 시즌 1 | 22         | 2001년 9월 25일~2002년 5월 21일 |
| 시즌 2 | 23         | 2002년 9월 24일~2003년 5월 13일 |
| 시즌 3 | 22         | 2003년 9월 23일~2004년 5월 4일  |